# شواء حلبی
یوسف بن اسماعیل حلبی شهرت‌یافته به شَوّاء حلبی و لقب‌گرفته به شهاب‌الدین و ابوالمحاسن (۱۱۶۶–۱۲۳۷م) ادیب، زبان‌شناس و شاعر شامی کوفی‌اصل بود. در علم عروض، قافیه و دیگر علوم ادبی و زبانی سرآمد بود، اما بیشتر برای برجستگی‌اش در علم لغت شهرت دارد. دیوانش در دست نیست، اما بخشی از آن به جای مانده‌است.